# 常山幹太
常山 幹太（つねやま かんた、1996年6月21日 - ）は、滋賀県草津市出身の男子バドミントン選手。トナミ運輸所属。

## 経歴
草津市立草津小学校入学前にバドミントンを始めた。草津市立草津中学校3年時の2011年（平成23年）には、全国中学校バドミントン大会でシングルスベスト4となった。東大阪大学柏原高等学校2年時の2013年（平成25年）には全国高等学校総合体育大会バドミントン競技大会（インターハイ）でシングルス優勝・ダブルス準優勝し、3年時の2014年（平成26年）にはシングルス準優勝・ダブルス優勝した。2013年の全日本ジュニアバドミントン選手権大会、2014年の全国高等学校選抜バドミントン大会でもシングルスで優勝しており、2014年の全日本総合バドミントン選手権大会では高校生ながらベスト4となった。
2015年（平成27年）にトナミ運輸に入社し、品質管理部に所属している。2017年（平成29年）の全日本選手権では準決勝に進出したが、西本拳太に敗れてベスト4だった。2018年（平成30年）の全日本選手権では2年連続で準決勝に進出したが、胃腸炎で試合を棄権した。2019年（令和元年）の全日本選手権では3年連続で準決勝に進出したが、2年前と同じく西本拳太に敗れてベスト4だった。2020年（令和2年）の全日本選手権では初めて決勝に進出したが、80分の熱戦の末に桃田賢斗に敗れた。
五輪初出場となった2020年東京オリンピックバドミントン男子シングルスではグループリーグを2連勝で通過して決勝トーナメントに進出した。決勝トーナメント1回戦では第5シードのアンソニー・シニスカ・ギンティン（インドネシア）に敗れ、ベスト16に終わった。

## 成績

### 国内大会
- 2008年 全国小学生バドミントン選手権大会 - シングルスベスト4
- 2011年 全国中学校バドミントン大会 - シングルスベスト4
- 2012年 全国高等学校選抜バドミントン大会 - ダブルス準優勝
- 2013年 全国高等学校総合体育大会バドミントン競技大会 - シングルス優勝、ダブルス準優勝
- 2013年 全日本ジュニアバドミントン選手権大会 - シングルス優勝、ダブルス優勝
- 2013年 全日本総合バドミントン選手権大会 - シングルスベスト8
- 2014年 全国高等学校選抜バドミントン大会 - シングルス優勝、ダブルス準優勝
- 2014年 全国高等学校総合体育大会バドミントン競技大会 - シングルス準優勝、ダブルス優勝
- 2014年 全日本総合バドミントン選手権大会 - シングルスベスト4
- 2015年 全日本総合バドミントン選手権大会 - シングルスベスト16
- 2016年 全日本社会人バドミントン選手権大会 - シングルスベスト4
- 2017年 全日本総合バドミントン選手権大会 - シングルスベスト4
- 2018年 全日本総合バドミントン選手権大会 - シングルスベスト4
- 2019年 全日本総合バドミントン選手権大会 - シングルスベスト4
- 2020年 全日本総合バドミントン選手権大会 - シングルス準優勝

出典はトナミ運輸

### 国際大会
- 2016年 オーストリア国際オープン - シングルス準優勝
- 2016年 ポーランド・オープン - シングルス3位
- 2016年 フィンランド・オープン - シングルス優勝
- 2016年 スペイン・インターナショナル - シングルス3位
- 2016年 USオープン - シングルス準優勝
- 2017年 オーストリア・オープン - シングルス優勝
- 2017年 カナダ・オープン - シングルス優勝
- 2018年 タイ・オープン - シングルス優勝
- 2018年 世界バドミントン選手権大会 - シングルスベスト8
- 2019年 ニュージーランド・オープン - シングルス3位
- 2019年 タイ・オープン - シングルス3位
- 2019年 世界バドミントン選手権大会 - シングルスベスト16

出典はトナミ運輸